# Kirchwald

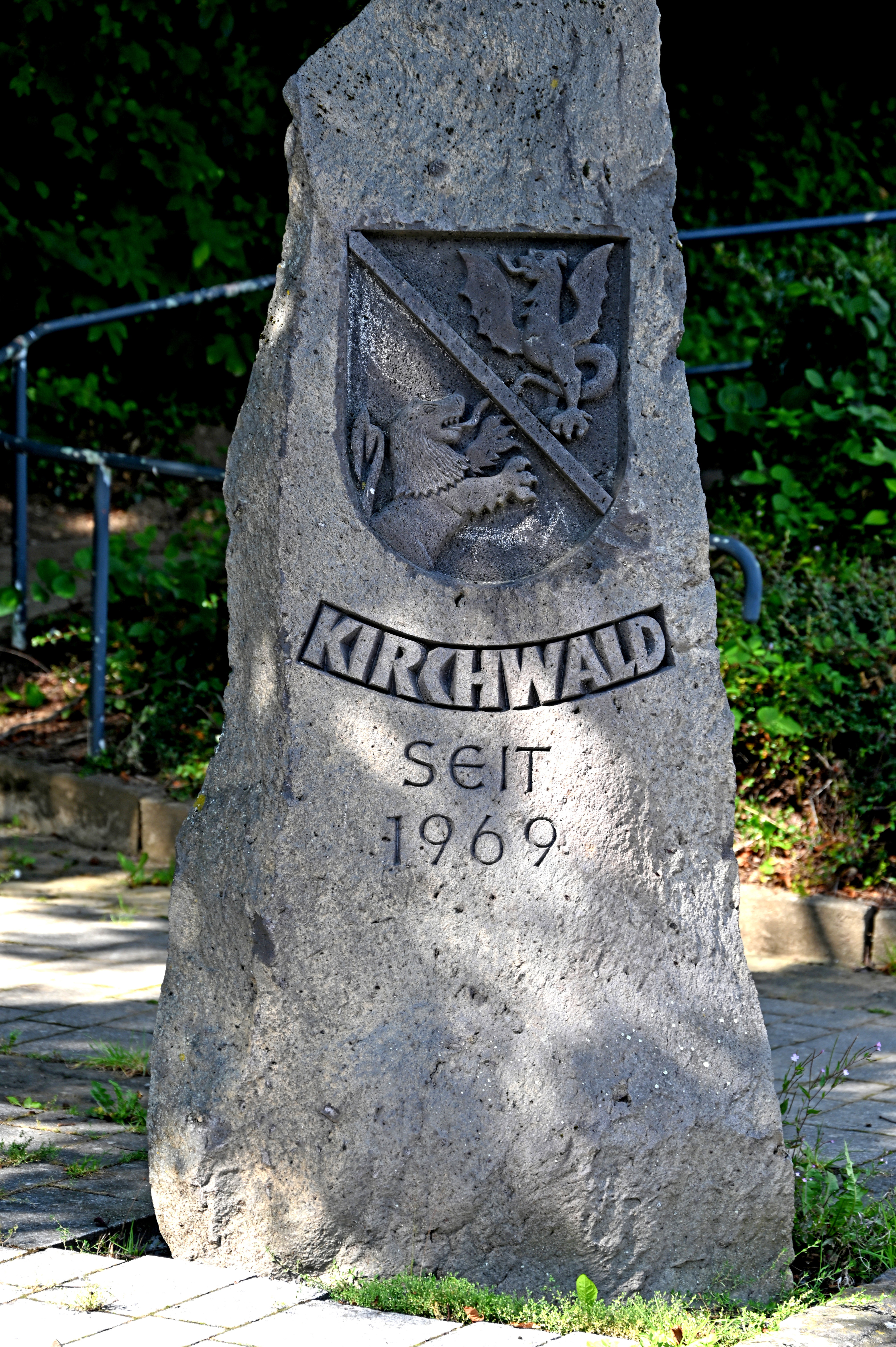
Kirchwald, Basaltstein mit Gemeindewappen (1969)

Kirchwald ist eine Ortsgemeinde im Landkreis Mayen-Koblenz in Rheinland-Pfalz. Sie gehört der Verbandsgemeinde Vordereifel an, die ihren Verwaltungssitz in Mayen hat. Kirchwald ist ein staatlich anerkannter Luftkurort.

## Geographie
Kirchwald liegt 8 km nordwestlich von Mayen im Landschaftsschutzgebiet „Rhein-Ahr-Eifel“. Ortsteile sind die beiden unmittelbar aneinandergrenzenden Orte Kirchesch und Waldesch. Zur Gemeinde gehören auch die Wohnplätze Landhaus Kratz und Riedener Mühlen.
Die Gemarkung besteht zu 58 Prozent aus Waldflächen und zu 28 Prozent aus Landwirtschaftsflächen (Stand 2010).
Der Rehbach mündet bei den Riedener Mühlen auf der Gemarkung von Kirchwald in die Nette.

## Geschichte
Die älteste urkundliche Erwähnung von Kirchesch stammt vom 10. Dezember 1136. Ein weiteres Mal kommt der Name in einer Urkunde vom 25. November 1238 vor. Im Jahre 1366 kauften die Grafen von Eltz Kirchesch von der Abtei Steinfeld. Am 21. Januar 1472 kaufte die Herrschaft Breitbach-Bürresheim Waldesch von der Herrschaft Olbrück.
Um 1700 wurde ein Schulhaus in Kirchesch errichtet, ab 1713 sind dort Lehrpersonen nachweisbar. Das alte Schulhaus wurde 1826 durch einen Neubau ersetzt. Das heutige Kirchescher Schulhaus wurde 1936/37 errichtet.
In Waldesch wurde 1894 ein neues Schulhaus errichtet.
Zwischen Kirschesch und Waldesch wurde 1909 eine Wasserleitung gebaut.
Die im Jahr 1935 fertiggestellte Höhenstraße Bürresheim-Kirchesch wurde von 1936 bis 1937 bis zur Hohen Acht fortgeführt.
Am 7. Juni 1969 wurde die Gemeinde Kirchwald aus den beiden aufgelösten Gemeinden Kirchesch (damals 493 Einwohner) und Waldesch (292 Einwohner) neu gebildet.
Bevölkerungsentwicklung
Die Entwicklung der Einwohnerzahl von Kirchwald bezogen auf das heutige Gemeindegebiet; die Werte von 1871 bis 1987 beruhen auf Volkszählungen:
| Jahr | Einwohner |
| ---- | --------- |
| 1815 | 384       |
| 1835 | 481       |
| 1871 | 526       |
| 1905 | 548       |
| 1939 | 669       |

| Jahr | Einwohner |
| ---- | --------- |
| 1950 | 642       |
| 1961 | 714       |
| 1970 | 789       |
| 1987 | 898       |
| 1997 | 988       |

| Jahr | Einwohner |
| ---- | --------- |
| 2005 | 1.006     |
| 2011 | 945       |
| 2017 | 957       |
| 2023 | 999       |

## Religion
Der erste Pastor wird am 25. Januar 1269 urkundlich genannt, die erste bekannte Kirche zwischen 1620 und 1630 errichtet. 1906/07 wurde in Kirchesch eine neue Pfarrkirche gebaut.
Das seit 1989 unter Denkmalschutz stehende Pfarrhaus wurde 1722 errichtet. Ein zweites wurde 1912/13 im Ort gebaut.

## Politik

### Gemeinderat
Der Gemeinderat in Kirchwald besteht aus 16 Ratsmitgliedern, die bei der Kommunalwahl am 9. Juni 2024 in einer Mehrheitswahl gewählt wurden, und dem ehrenamtlichen Ortsbürgermeister als Vorsitzendem. Die Erhöhung von 12 auf 16 Ratsmitglieder bei der Wahl 2024 ergab sich aus dem rheinland-pfälzischen Kommunalwahlrecht aufgrund der gestiegenen Bevölkerungszahl von Kirchwald.
Die Sitzverteilung im Gemeinderat:
| Wahl | SPD               | WGR               | Gesamt   |
| ---- | ----------------- | ----------------- | -------- |
| 2024 | per Mehrheitswahl | per Mehrheitswahl | 16 Sitze |
| 2019 | per Mehrheitswahl | per Mehrheitswahl | 12 Sitze |
| 2014 | 4                 | 8                 | 12 Sitze |
| 2009 | 4                 | 8                 | 12 Sitze |
| 2004 | 3                 | 9                 | 12 Sitze |

### Ortsbürgermeister
Frank Pohl wurde am 29. August 2024 Ortsbürgermeister von Kirchwald. Bei der Direktwahl am 9. Juni 2024 war er mit einem Stimmenanteil von 82,7 % für fünf Jahre gewählt worden.
Pohls Vorgänger Armin Seiwert übte das Amt seit 2019 aus und kandidierte 2024 nicht erneut. Vorgänger von Armin Seiwert war Erich Pung, der das Amt 22 Jahre ausübte.

### Wappen
| Wappen von Kirchwald | Blasonierung: „Schild von Rot und Silber schräg geteilt, vorne ein goldener, wachsender Löwe nach links, hinten ein roter Drache.“ |
| Wappen von Kirchwald | |

## Persönlichkeiten
Erich Pung (* 1953), ehemaliger Kriminalbeamter, wurde 2019 zum Ehrenbürger ernannt. Geehrt wurde er für seine herausragenden Verdienste um die Ortsgemeinde. Seit 1981 in Kirchwald lebend, war er seitdem im Vereinsleben und der Ortspolitik aktiv. So gehörte er von 1984 bis 1997 dem Gemeinderat an und übte nachfolgend bis zum Jahr 2019 das Amt des Ortsbürgermeisters über 22 Jahre aus.

## Sonstiges
In Kirchesch wurde 1844 eine erste Gaststätte erbaut, später Gasthaus Döbber. Feuersbrünste suchen Kirchesch (1846) und Waldesch (1874) heim. Am 23. Juni 1882 erhält Wilhelm Schäfer aus Waldesch eine Schankerlaubnis.
Der Junggesellenverein Waldesch entstand 1890. Es wird vermutet, dass er sich um die Jahrtausendwende auflöste. 2022 wurde der Junggesellenverein Kirchwald neu gegründet. Am 14. März 2024 erfolgte die Eintragung in das Vereinsregister, wodurch der Verein nun als Junggesellenverein Kirchwald e. V. agiert.
Die Freiwilligen Feuerwehren Kirchesch und Waldesch werden 1897 gegründet.

## Siehe auch

St. Dionysius
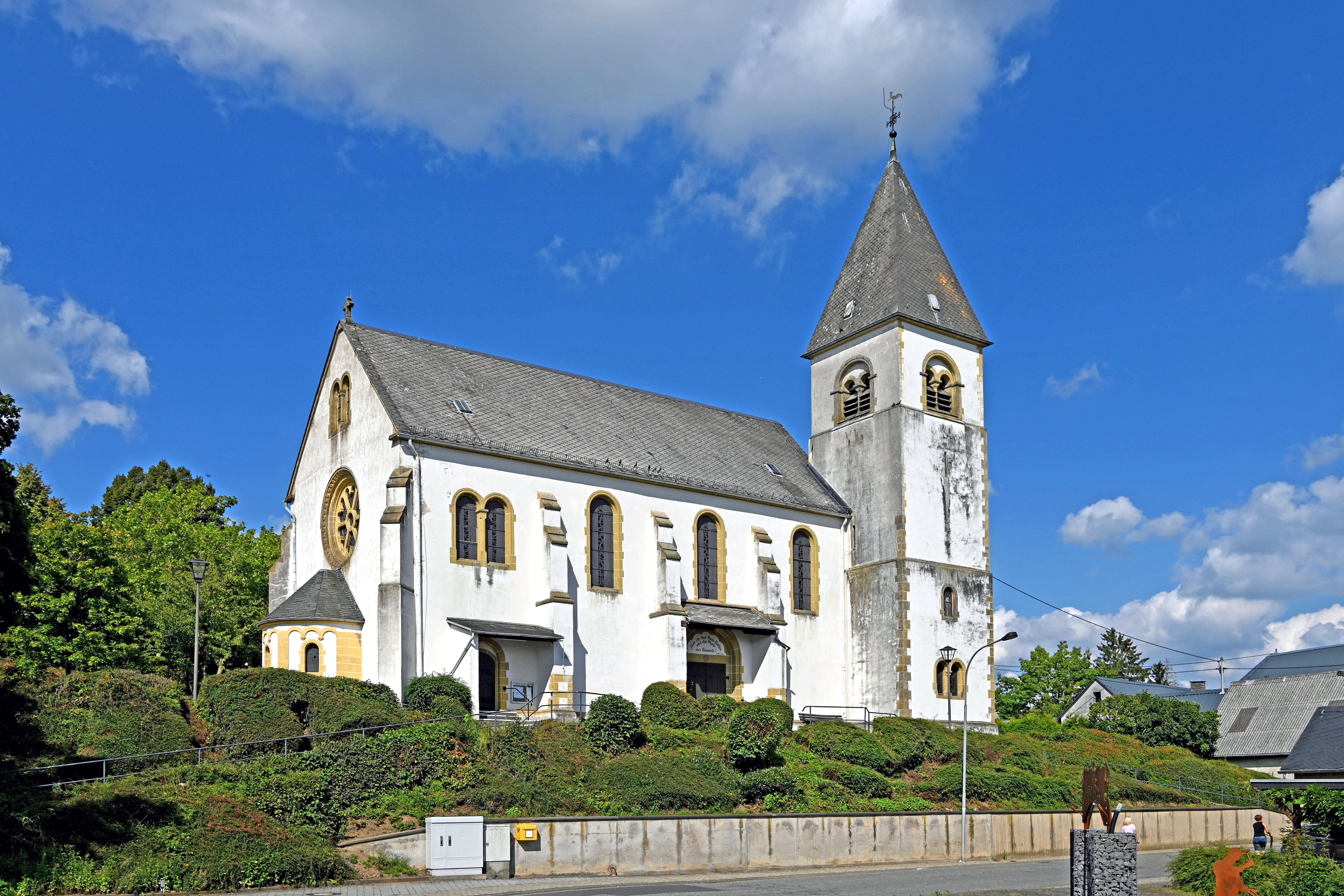
Außenansicht
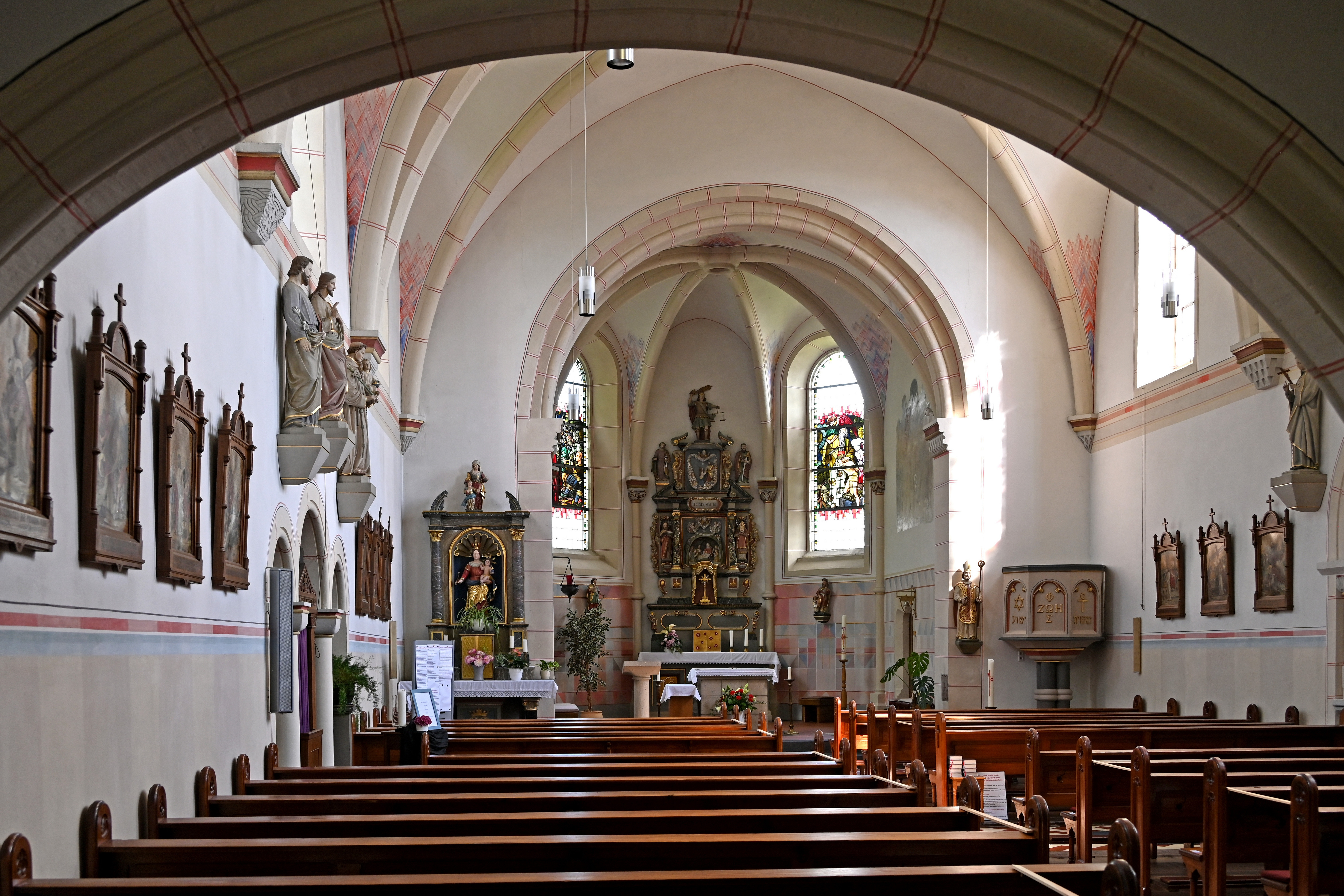
Innenraum
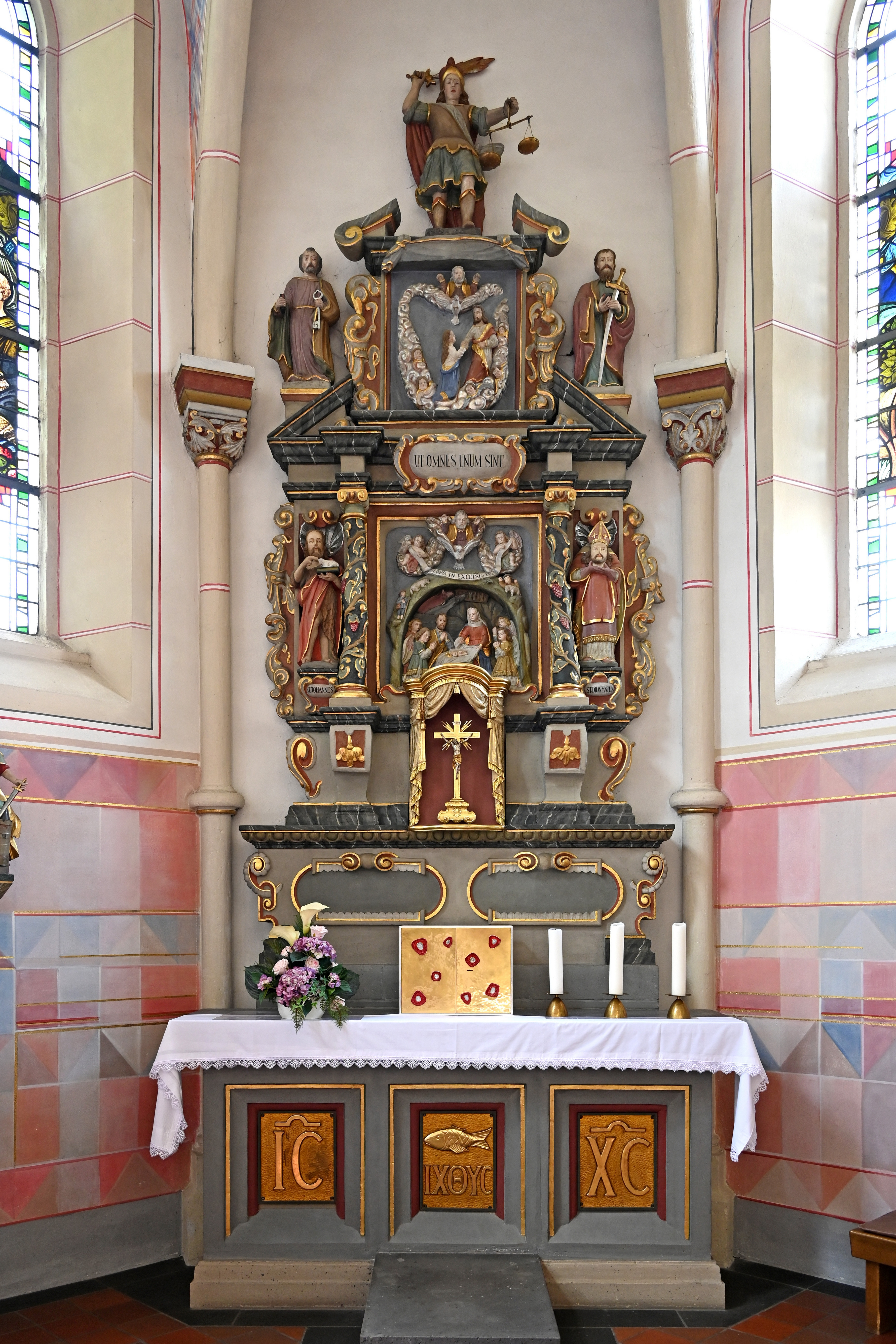
Hochaltar
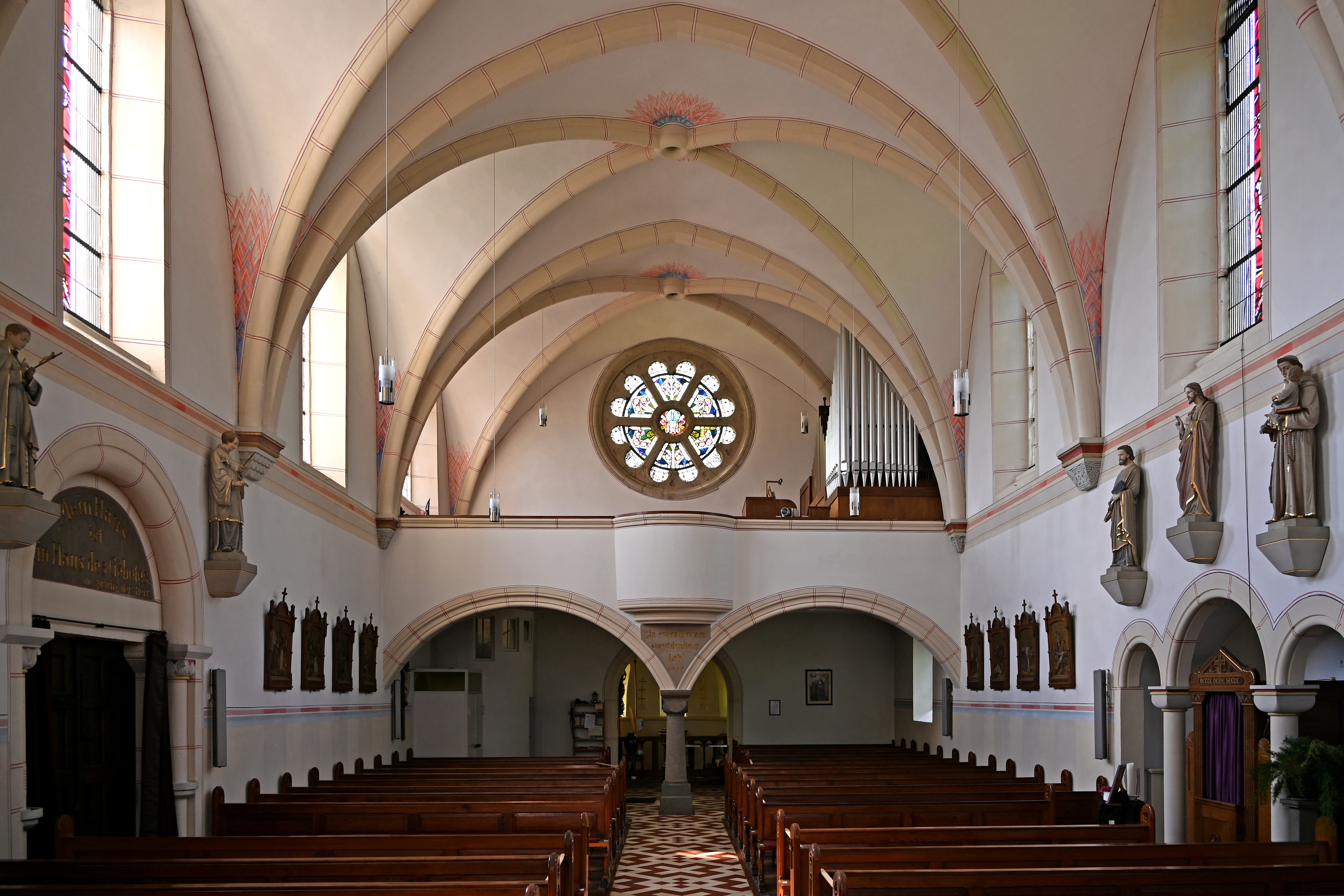
Innenraum
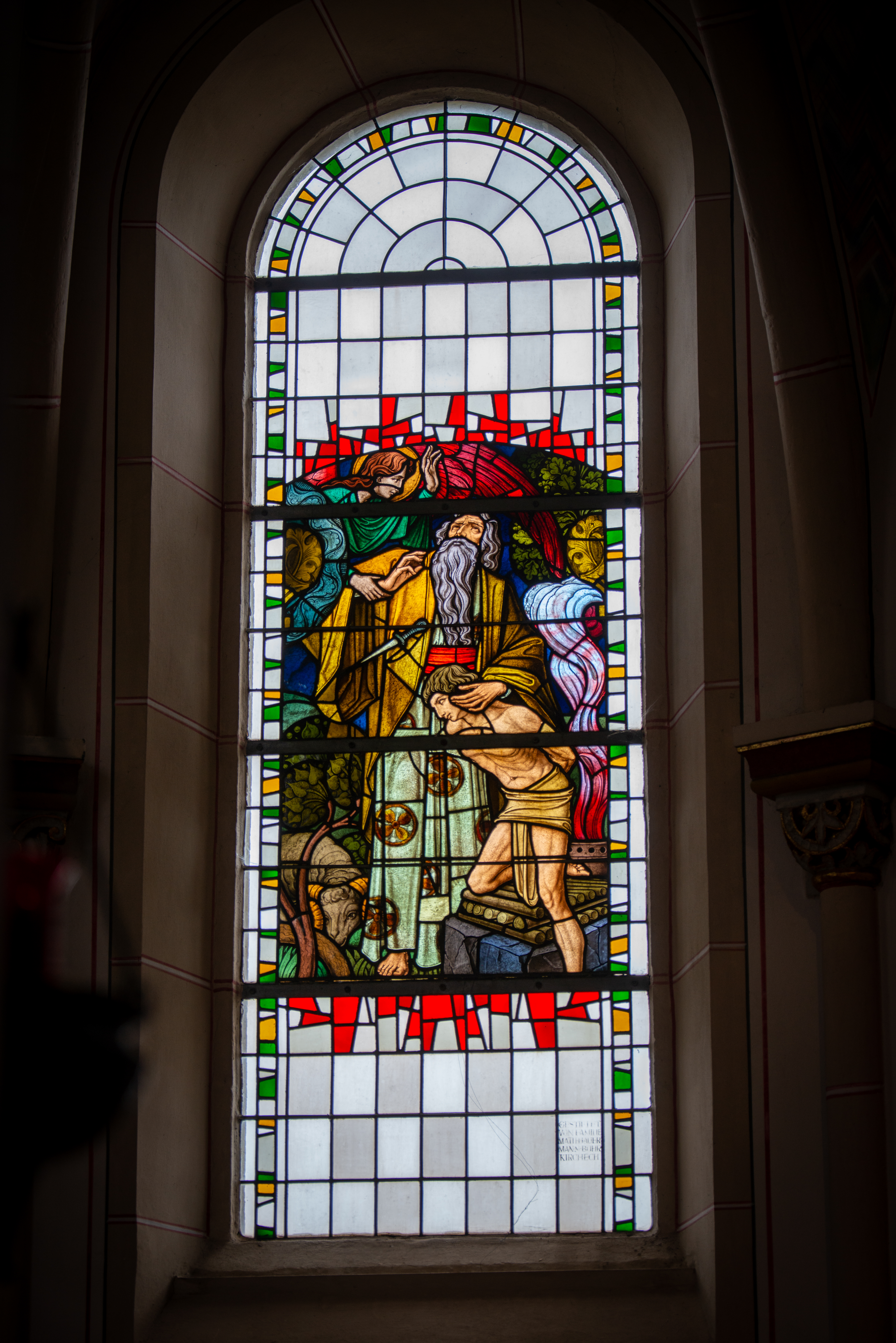
Bleiglasfenster